# Аояма, Мицуко

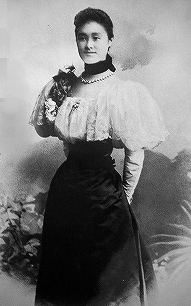

Мицу(ко) Аояма (яп. 青山みつ), в браке Куденхове-Калерги (нем. Mitsuko, Gräfin von Coudenhove-Kalergi; 7 июля 1874, Токио — 27 августа 1941, Мёдлинг) — одна из первых японок, эмигрировавших в Европу. С 1903 года носила графский титул. Мать идеолога европейской интеграции Рихарда Калерги.

## Биография
Мицуко была третьей дочерью Кихати Аоямы, токийского торговца антиквариатом и маслами, и его жены Цунэ. В возрасте 17 лет в Токио Мицуко встретила австро-венгерского дипломата Генриха Куденхове-Калерги (впоследствии графа), который часто посещал магазин её отца, расположенный недалеко от австрийской миссии. Как вспоминал их сын Рихард:
Судьбоносным событием в жизни моего отца стала встреча с Мицуко Аоямой. Ему было тридцать три, ей восемнадцать. С точки зрения культурной принадлежности у них было настолько разное воспитание, будто они упали на Землю каждый со своей планеты. Мицуко родилась в Токио через шесть лет после великой революции, превратившей Японию из феодального государства в современную державу. На её воспитании, тем не менее, этот политический переворот никак не сказался. Её учили читать, каллиграфически писать несколько тысяч китайских иероглифов; она училась считать на деревянных японских счетных машинках. Родители внушали ей основные идеи буддизма и конфуцианской морали. Также она учила, что Япония была создана солнечной богиней, праматерью микадо. Она слушала бесконечные легенды о героях и святых, о душах и нимфах, изучала, как поклоняться своим предкам и святым дарохранительницам.
Однажды конь сбросил молодого дипломата недалеко от антикварного магазина. Трогательная помощь Мицуко произвела на Генриха Куденхове большое впечатление, и вскоре он смог получить согласие отца Мицуко на работу дочери в австрийском посольстве. Вскоре граф Куденхове-Калерги попросил руки Мицуко. В это время (период Мэйдзи, 1868—1912 гг.) Япония только начала приоткрываться западному миру, и этот брак в определенной степени переворачивал японские традиции. Тем не менее молодому дипломату удалось получить на него разрешение (злые языки утверждали, что Генрих получил согласие отца невесты после того как заплатил его долги). 16 марта 1892 года состоялась свадьба; перед этим Мицу Аояма крестилась в токийском костеле, взяв имя Мария Текла (нем. Maria Thekla).
В Японии у Мицуко и Генриха родилось два сына — Иоганн и Рихард. В 1896 году Генрих Куденхове-Калерги с женой и двумя детьми переехал из Японии в Европу и, оставив дипломатическую службу, поселился в фамильном замке Побежовице (Роншперг), на западе Чехии. Всего у Генриха и Мицуко родилось семеро детей: помимо «японцев» Ганса (Иоганна) и Рихарда, в Чехии на свет появились Герольф, Карл, Елизавета, Ида и Ольга. Мицуко, хотя и приняла западную культуру, так и не смогла полностью воспринять европейский образ жизни, перенеся японские привычки в новый дом. Всю жизнь Мицуко поддерживала с Японией и своей японской родней интенсивные связи, хотя ещё раз побывать на родине ей так не довелось. В доме говорили на нескольких языках, Мицуко общалась с детьми преимущественно по-японски, немецкий выучила слабо. Увлекалась живописью, создавая полотна в восточном духе. Несмотря на искренний католицизм, вероятно, в душе оставалась буддисткой.
После скоропостижной смерти мужа в 1906 году, вплоть до совершеннолетия старшего сына, Мицуко пришлось самой управлять чешскими поместьями семьи. До первой мировой войны Мицуко жила в Вене, где блистала в высшем обществе и на обложках журналов, став украшением венских аристократических и художественных кругов, часто посещала японское посольство. Её именем названы духи Mitsouko марки Guerlain.
Во время войны Мицуко с дочерями переселилась в своё чешское поместье Пивонь, где учредила военный лазарет. После войны передала имущество старшему сыну Гансу как наследнику. После 1918 года, распада Австро-Венгрии и получения Чехословакией независимости, она переехала на виллу в Мёдлинг под Веной, где жила в со своей дочерью Ольгой вплоть до своей смерти. 28 августа 1941 года, после второго инсульта, Мицуко скончалась. Похоронена на Хитцингском кладбище. Мицуко оставила воспоминания, записанные по-немецки её дочерью Ольгой.

## Дети
1. Иоганн Куденхове-Калерги (1893—1965), родился в Токио, умер в Германии
2. Рихард Николаус Куденхове-Калерги (1894—1972), основатель Панъевропейского союза, первый апологет европейской интеграции.
3. Герольф Куденхове-Калерги, родился в Австро-Венгрии, отец журналистки Барбары Куденхове-Калерги и художника Михаэля Куденхове-Калерги
4. Ида Фредерика Гёррес, поборница женской эмансипации, позднее — католическая писательница. Умерла в 1971 г. во Франкфурте
5. Елизавета, доктор экономии и права, умерла в 1936 г. в Париже
6. Карл, умер в 1987 г. в Швейцарии
7. Ольга, умерла в 1976 г. в Баварии